# Krikso
Krikso (lat. Crixus) (umro 72. pr. Kr. u Apuliji) je bio galski gladijator,  zajedno je s tračaninom Spartakom bio vođa u pobuni robova u Trećem robovskom ratu, također sa suradnicima Ganikom i Onemajem. 
Bio je Gal (na galskom njegovo ime znači "onaj kovrčave kose") i rob nekoliko godina prije pobune. Krikso je zarobljen kada se borio za Alobrožane protiv Rimljana. Poput svojih drugova, Krikso je treniran kao gladijator u Capui. Spartak je upoznao Kriksa u areni i rekao mu da mu pomogne u pobuni ako ga porazi. 
Prvotno se vojska robova pokazala uspješnom, tako što je porazila snage rimskog senata koje su poslane da zaustave njihov ustanak; međutim, Krikso se odvojio od Spartaka krajem godine.
Plutarhov opis o Kriksovim posljednjim događajima
Prateći borbu protiv Gelijeve legije i Kriksovih ljudi, Krikso je upoznao svoju smrt. Spartak i njegove snage borile su se protiv vojske pod Lentulovom kontrolom. Spartak je pobijedio većinu Lentulovih ljudi. Nakon što je uzeo preostale resurse koje su ostavili njihovi protivnici, Spartak se uputio prema sjevernoj Italiji. 
Apijanov opis o Kriksovim posljednjim događajima
Kriksove snage i Gelijevi ljudi su započeli bitku pored planine Garganus koja je uzrokovala naporni niz vojnih taktika koje su skoro rezultirale tako da Spartakovi ljudi direktno napadnu grad Rim. Gelije je porazio Kriksa i krenuo je ka sjeveru. Onda su oni organizirali potjeru za Spartakovim snagama koje su se brzo kretale prema Cisalpinskoj Galiji. Lentul i njegovi ljudi su se postavili između Cisalpine kako bi blokirali Spartakov put, i nadali su se da će ga uhvatiti. Spartakovi ljudi su se konačno susreli s Lentulom i porazili ga. Spartak je rasporedio svoje snage naokolo i pobijedio Gelijeve snage odmah poslije toga. Ostatak Lentulovih i Gelijevih ljudi koji su ostali su natjerani da se bore do smrti, kao gladijatori, Spartak je napravio to u čast svog prijatelja Kriksa koji je umro.